# Xã Ewing, Michigan
Xã Ewing (tiếng Anh: Ewing Township) là một xã thuộc quận Marquette, tiểu bang Michigan, Hoa Kỳ. Năm 2010, dân số của xã này là 160 người.